# Santa Lucia di Tallano
Santa Lucia di Tallano (in francese Sainte-Lucie-de-Tallano, in corso Santa Lucia di Tallà, fino al 1964 Santa-Lucia-di-Tallano) è un comune francese di 458 abitanti situato nel dipartimento della Corsica del Sud nella regione della Corsica. Faceva parte dell'antica microregione (pieve) del Tallano, della quale era il capoluogo.

## Società

### Evoluzione demografica
Abitanti censiti